# Snepole-Piedmont-Gletscher
Der Snepole-Piedmont-Gletscher (bulgarisch ледник Знеполе lednik Snepole) ist ein 13 km langer und 7,5 km breiter Vorlandgletscher auf der Trinity-Halbinsel des Grahamlands im Norden der Antarktischen Halbinsel. Er liegt südlich des Victory-Gletschers sowie nordöstlich des Dreatin-Gletschers, wird nach Norden durch die Kondofrey Heights sowie nach Westen durch einen 5,2 km langen Gebirgskamm einschließlich des Mount Bradley begrenzt und fließt in südöstlicher Richtung zum Prinz-Gustav-Kanal.
Deutsche und britische Wissenschaftler nahmen 1996 seine Kartierung vor. Die bulgarische Kommission für Antarktische Geographische Namen benannte ihn 2010 nach der Region Snepole im Westen Bulgariens.